# Corrado Fatta
Corrado Fatta della Fratta (Palermo, 1º agosto 1903 – Palermo, 20 aprile 1979) è stato uno storico italiano.

## Biografia
Il barone Corrado Fatta, storico e saggista, è noto soprattutto per la traduzione in italiano, insieme a Guido Calogero, delle Lezioni sulla Filosofia della storia di Hegel e per il saggio Du snobisme, pubblicato in Francia nel 1961 e dedicato all'amico Giuseppe Tomasi di Lampedusa.
La tesi della riproduzione inevitabile delle differenze di classe che conclude l'apologia di un aristocratico fatta da padre Pirrone all'erbuario appisolato, nel romanzo di Giuseppe Tomasi di Lampedusa, Il Gattopardo, era derivata dalle conversazioni che lo stesso Tomasi di Lampedusa aveva avuto con l'autore del saggio Du Snobisme e suo carissimo amico, Corrado Fatta. 
Du Snobisme era un saggio storico-sociologico sul comportamento di classe, la cui scrittura si era avvalsa delle conversazioni fra i due amici.
Corrado Fatta possedeva, inoltre, una vasta biblioteca, con oltre 15 000 volumi tra letteratura, storia, politica e filosofia: di essa, una parte (circa 5450 volumi) costituisce la cosiddetta "Collezione Fatta", istituita dopo la sua morte presso la Biblioteca centrale della Regione Siciliana a Palermo. Insieme a quella di Pietro Emanuele Sgàdari, la biblioteca di Corrado Fatta è l'unica superstite delle grandi biblioteche siciliane, perché legate alla Biblioteca Centrale della Regione siciliana. Entrambe hanno qui fatto oggetto di una mostra: I Luoghi di Tomasi, mostra bibliografico documentaria su Giuseppe Tomasi di Lampedusa
Corrado Fatta apparteneva al circolo di aristocratici intellettuali di cui facevano parte Giuseppe Tomasi di Lampedusa, Lucio Piccolo, poeta e cugino di Tomasi di Lampedusa, Pietro Emanuele Sgàdari di Lo Monaco, critico musicale del "Giornale di Sicilia" e traduttore di Ronsard et Villon, Raniero Alliata di Pietragliata, Fulco Santostefano duca della Verdura e marchese della Cerda, e tra i giovani frequentatori del salotto di casa Sgàdari negli anni cinquanta Francesco Orlando (giovane allievo di Tomasi di Lampedusa e professore di Letteratura francese presso la Scuola Normale di Pisa), Francesco Agnello (musicologo, fondatore dell'Associazione Amici della musica), Gioacchino Lanza Tomasi, Antonio Pasqualino (medico, studioso delle tradizioni popolari e fondatore del Museo internazionale delle Marionette a Palermo), Ubaldo Mirabelli (giornalista, critico d'arte), fino alla giovanissima Dacia Maraini che, nel romanzo in cui racconta la sua infanzia a Palermo, Bagheria, racconta le serate in casa Sgàdari:
"Il Beppuzzo che ho conosciuto io, era famoso per i suoi libri, e per i suoi dischi, si diceva che ne avesse più di diecimila, La sua casa era meta di giovani studiosi di tutta la città, e lui era felice di trattenerli a pranzo e a cena. Purché amassero i libri e fossero dotti e giovani. Purché sapessero muoversi con disinvoltura fra Sant'Agostino e Proust, fra Thomas Mann e Adorno. Adrian Leverkuhn era un suo idolo […].
Solo ogni tanto qualche ragazza, amica dei giovanotti in questione, veniva tollerata per una serata musicale […]. Una di queste ero io. Anche se in fatto di musica ero ignorante, Ma coi libri me la cavavo abbastanza: non ero dietro a nessuno in fatto di letture. Avevo divorato, prima di loro, sia la Montagna incantata che Giuseppe e i suoi fratelli […]. E sapevo chi era Becky Sharpe e chi Nastasia Filippovna, avevo preso a cuore le sorti di Madame Bovary e potevo citare a memoria i pensieri di Bezuchov […]. 
Ascoltavo affascinata il vecchio Beppuzzo che teneva circolo sprofondato in una poltrona sgangherata […]. 
Intorno a lui si raccoglievano i ragazzi più dotati di Palermo […]; tutti giovanotti di grandi speranze che facevano dell'intelligenza una religione, si cibavano soltanto di cose prelibate, comprese le musiche e le poesie […]. 
Gli orrori della vita quotidiana: la povertà, gli intrighi politici, la brutalità delle "ammazzatine", rimanevano fuori dalla porta. Lì dentro si entrava togliendosi le scarpe come in un tempio della conoscenza e del piacere. Un piacere castissimo, che si consumava tutto nell'ambito di parole e cibi raffinati, di musiche divine e citazioni greche e latine".

## Libri di Corrado Fatta
- Il Regno di Enrico VIII d'Inghilterra secondo i documenti contemporanei, 2 voll., Firenze, La Nuova Italia, 1938
- John Falstaff, Knight. A Life, Palermo, Ires, 1944
- Le origini della Germania contemporanea, vol. 1, Firenze, La nuova Italia, 1944
- Le origini della Germania contemporanea, vol. 2, Firenze, La nuova Italia, 1946
- Esprit de Saint-Simon: La Mort de Vatel, Parigi, Corrêa, 1954
- Esprit de Saint-Simon: La Mort de Vatel, Parigi, Buchet-Chastel, 1954
- Du snobisme - Un chapitre d'Anthropologie, Parigi, Buchet Chastel, 1961
- L'esperienza della storia I, Palermo, Flaccovio, 1970
- Il mito della potenza. L'esperienza della storia II, Palermo, Flaccovio, 1974
- Georg Wilheim Friedrich Hegel, Lezioni sulla filosofia della storia, introduzione generale, introduzione speciale e traduzione di Guido Calogero e Corrado Fatta. Firenze, La Nuova Italia, 2001

## Onorificenze
- Chevalier de la Légion d'honneur de la République Française
- Cav. d'Obb. del S.M.O. di Malta
- Cav. di giust. del S.M.O Costantiniano di San Giorgio
- Comm. dell'Ord. dei SS. Maurizio e Lazzaro
- Pres. della Giunta Araldica Centrale del Corpo della Nobiltà Italiana

## Fonti
- Libro d'Oro della Nobilità Italiana
- Fonti familiari
- Racconti di Giuseppe Tomasi di Lampedusa